# Sint-Niklaas (stacja kolejowa)
Sint-Niklaas (niderl. Station Sint-Niklaas) – stacja kolejowa w Sint-Niklaas, w prowincji Flandria Wschodnia, w Belgii. 
Oryginalny budynek dworca został zbudowany w XIX wieku, na placu dworcowym. Stationsstraat łączy dworzec z Grote Markt. W 1972 roku został zburzony i wybudowano nowy budynek dworca według projektu Ludwiga Van Wildera i Omera De Grootte. Został on odnowiony w 2001 roku, zachowując starsze elementy stylu z lat 70. Perony stacji zostały odnowione w 2014 roku przez "Anno 2012".

## Usługi
Na stacji znajduje się restauracja w formie bufetu oraz automatyczne szafki. Dostępny jest także bezpłatny rower. Przed dworcem znajduje się przystanek autobusowy i postój taksówek. Stacja posiada 3 perony, połączone ze sobą i z dworcem przejściem podziemnym.

## Linie kolejowe
- Linia 54 Mechelen - Terneuzen
- Linia 59 Antwerpia - Gandawa

## Galeria

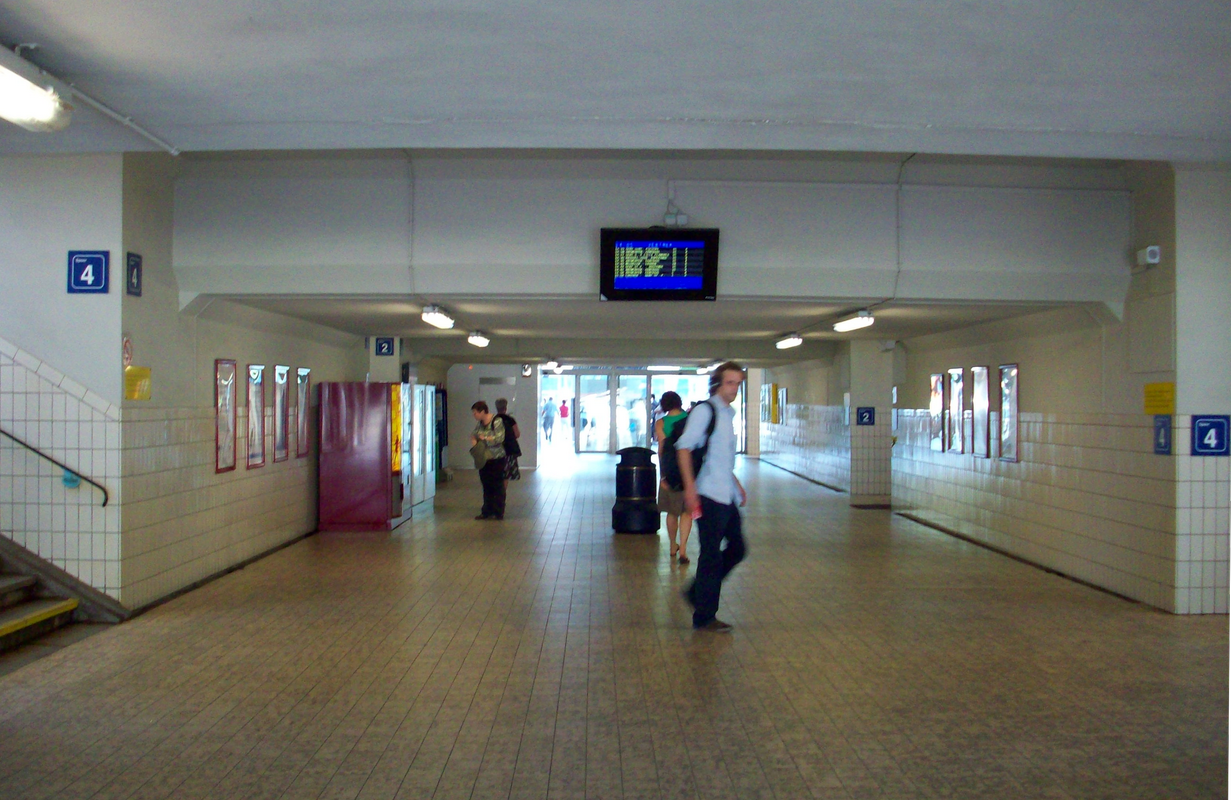
Przejście podziemne
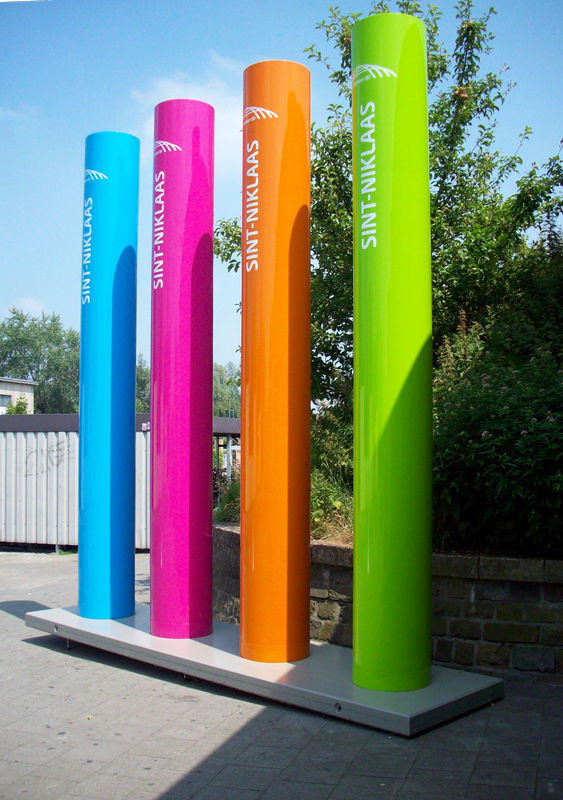
Instalacje artystyczne na stacji
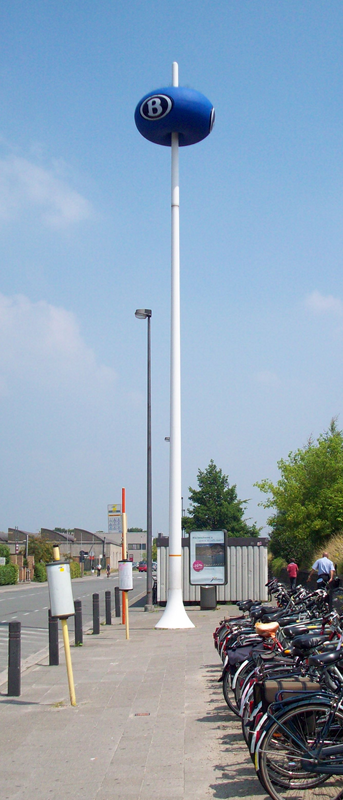
Wieża

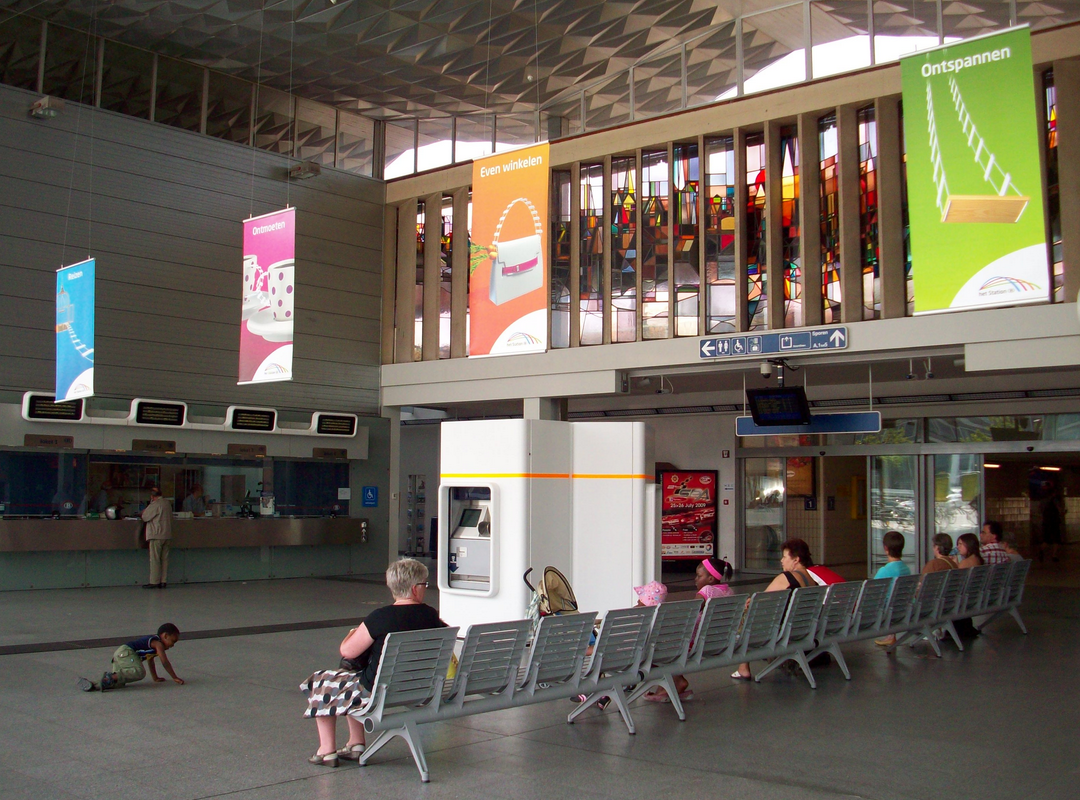
Poczekalnia
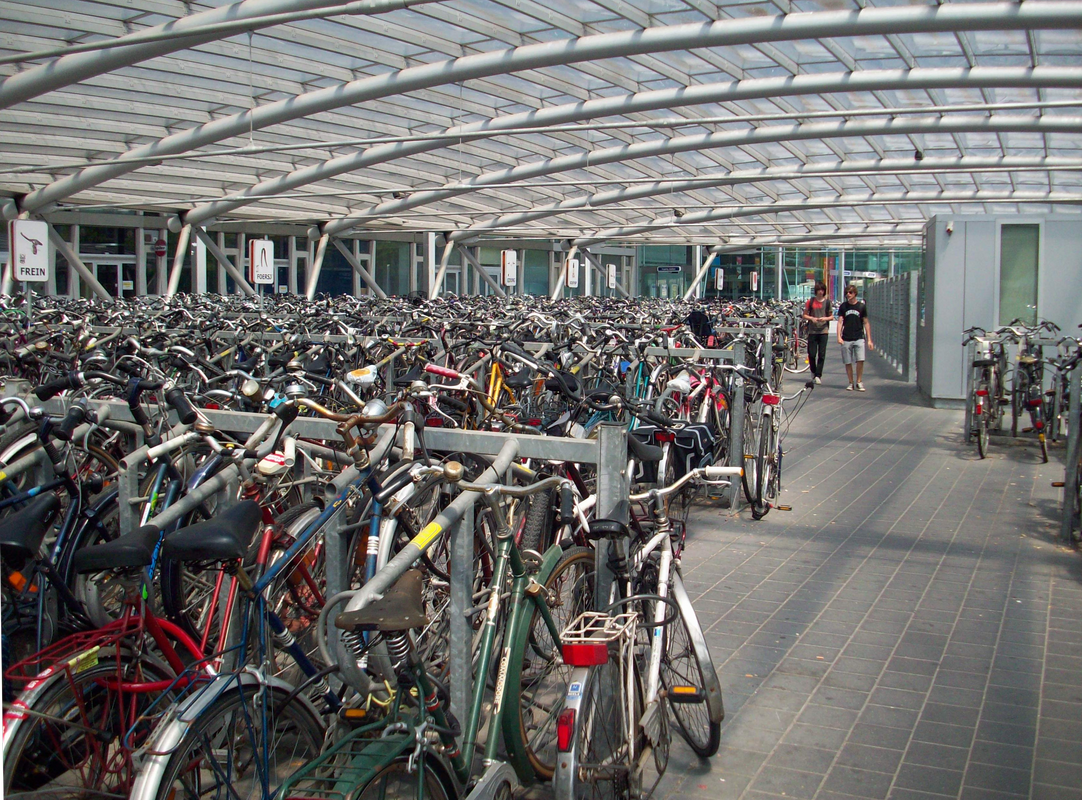
Parking rowerowy